# Richard Rusy
Richard Rusy (* 9. September 1897 in Karlsbad, Österreich-Ungarn; † unbekannt) war ein sudetendeutscher Kaufmann und Kommunalpolitiker (SdP, NSDAP).

## Leben und Wirken
Rusy besuchte in seiner Heimatstadt Karlsbad von 1908 bis 1912 die Schule und ging dann bis 1915 an die Handelsakademie nach Prag. Nach dem Ende des Ersten Weltkrieges machte er sich Anfang Januar 1919 in Karlsbad als Kaufmann selbständig und eröffnete eine Werkstatt als Bandagist und Orthopädietechniker.
Er schloss sich der Wandervogel-Bewegung in Deutschösterreich an und trat in der Tschechoslowakei der  SdP (Mitgliedsnummer 496) bei. Für diese Partei wurde er nach dem Einmarsch der deutschen Truppen und der Besetzung der deutschbesiedelten Grenzregionen der Tschechoslowakei, der die Bildung des deutschen Reichsgaus Sudetenland folgte, am 10. Oktober 1938 zum Oberbürgermeister von Karlsbad ernannt. Karlsbad bildete damals gleichzeitig einen Stadtkreis im Regierungsbezirk Eger. Er gab daher sein Orthopädiegeschäft auf und war ab sofort hauptamtlich in der Kommunalverwaltung tätig. Die entsprechenden Kenntnisse erwarb er im Dezember bei einem politischen Lehrgang für Verwaltungsbeamte in Berchtesgaden. Nach der am 5. November 1938 erfolgten Verkündigung der Auflösung der SdP beantragte er am 10. Dezember desselben Jahres die Aufnahme in die NSDAP und wurde rückwirkend zum 1. November 1938 aufgenommen (Mitgliedsnummer 6.550.182). Zum Geburtstag von Adolf Hitler am 20. April 1939 trat Rusy auch der SS (SS-Nummer 314.993) bei, in der er zum 9. November 1942 zum Sturmbannführer befördert wurde.
Auf ihn geht u. a. die Gründung des E.G.-Kolbenheyer-Preis der Stadt Karlsbad zurück.